# 乔安娜·克恩斯
乔安娜·克恩斯（英語：Joanna Kerns，1953年2月12日—）是美国女演员、导演，出生於加州旧金山，在《成长的烦恼》中扮演玛吉·西弗而著名。

## 外部連結
- Joanna Kerns在互联网电影资料库（IMDb）上的資料（英文）